# Cortín

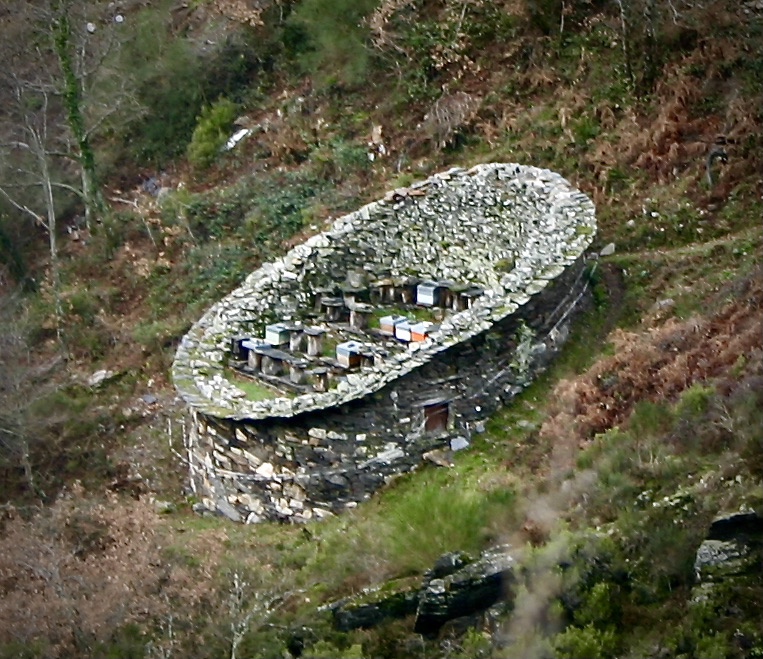
Cortín en Villardecendias, Ibias

El cortín, en ocasiones llamado curtín y cortíu, es una construcción agraria tradicional de la zona suroccidental de Asturias, España, para la protección de las colmenas. El cortín se ha definido como un «cercado de piedra de forma circular donde se colocan las colmenas para que no entre el oso».
También hay cortinos o cortines en las zonas limítrofes del norte de León y el oriente de Galicia. En definitiva, el cortín es una construcción propia de zonas con presencia de osos. La obra protegía las colmenas situadas en el monte de sus incursiones y, además, de otros animales que pudieran provocar daños -incluyendo el ganado-

## Características

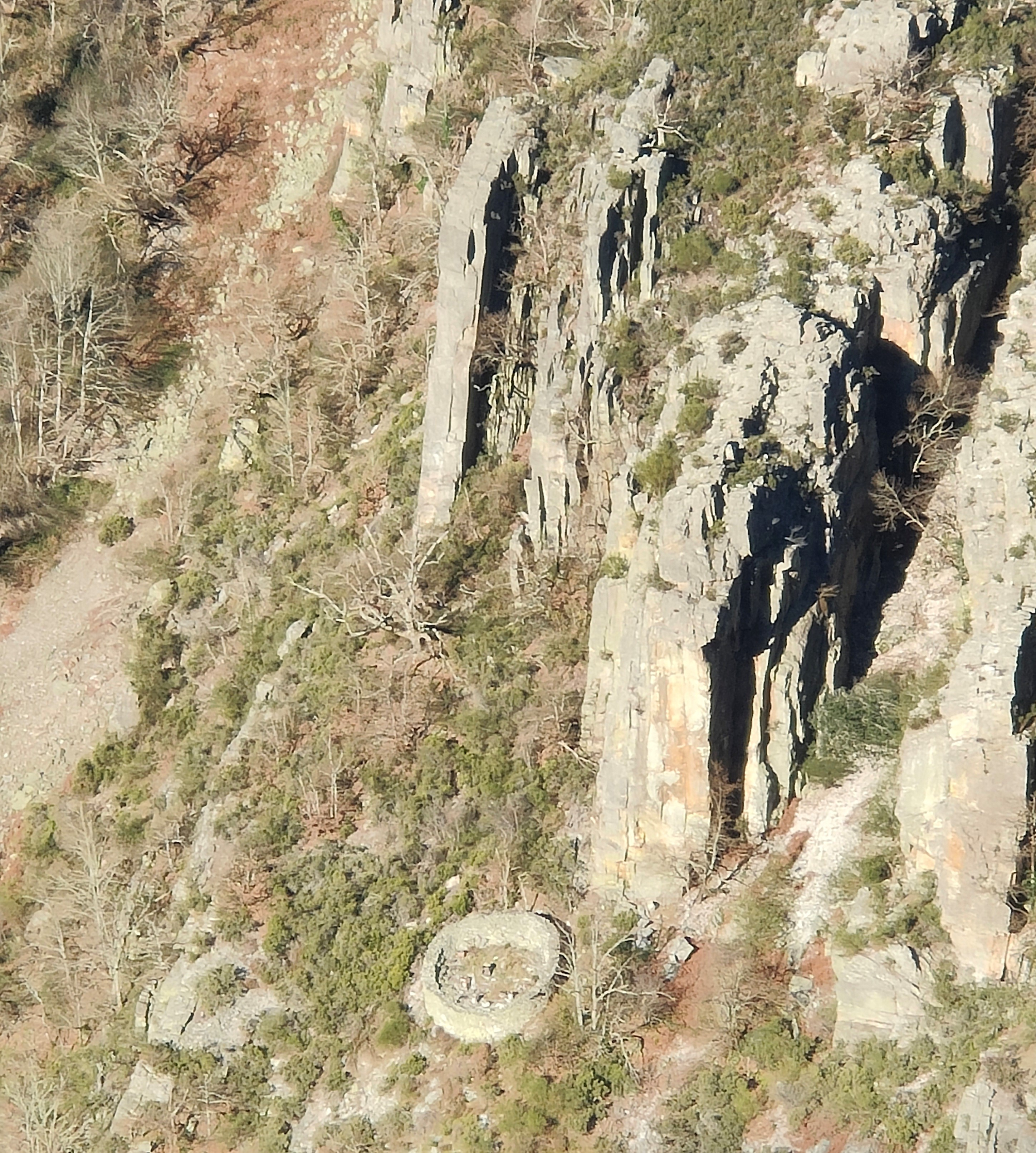
Cortín en Ibias desde el mirador del Furacón

El cortín suele tener forma redondeada, aunque hay algunos cuadrados. Se construyen utilizando solamente piedra y barro. Usualmente tienen entre 12 y 20 m de diámetro. La altura de los muros oscila entre los 2 y los 3 m y el espesor entre los 60 cm y el metro. Se rematan con un alero de losas de pizarra que sobresalen unos 40 cm en la parte superior. Así si el oso trepa se encuentra una barrera que le impide la entrada, barrera que además protege la construcción del agua de la lluvia. La entrada al cortín se hace a través de una pequeña puerta de madera con cerradura (de metro y medio de alto, 60-70 cm de ancho, y a veces elevada 50 cm para dificultar el acceso). En algunos ejemplares no hay puerta: en este caso, se accedía mediante escalera de mano.
Los cortinos se situaban tratando de conseguir condiciones óptimas para las abejas. Se orientaban hacia el sur, buscando el sol y el calor para las colmenas. Las zonas debían tener agua y abundante floración. Se colocaban en zonas con pendiente evitando que el muro diera sombra al interior. Por lo general, la ublicación era a media ladera, "ni muy metido en el valle ni a mucha altura, porque la niebla tarda en levantar del fondo pola mañana y llega enseguida al alto pola tarde, y la niebla es mala enemiga de las abejas". Era muy importante que no hubiera cortinos cerca los unos de los otros, ya que en este caso las abejas peleaban entre sí. De media, los cortinos solían albergar entre treinta y cuarenta colmenas.

## Rutas de cortinos
El cortín cayó en desuso hacia los años 60 del siglo XX con la introducción de las vallas electrificadas o "pastores eléctricos". 
En Boal la llamada "Ruta d´os calíeiros, cortíos y molíos" incluye algún cortín, aunque no muy bien conservado. También en la misma localidad, en el llamado Camino Primitivo hay varios cortinos. El Museo Etnográfico de Grandas de Salime expone un pequeño cortín restaurado. Los cortinos son particularmente abundantes en el concejo de Ibias. En este concejo hay cortinos perfectamente conservados y que se siguen usando para la producción apícola. Continúan cumpliendo realmente su función, ya que en la zona la presencia del oso es abundante. Un ejemplo de este tipo de construcción puede observarse desde el mirador de Furacón, en la carretera AS-212.
Muchos cortinos están en estado de abandono. Pero se está tomando conciencia de su valor como elemento etnográfico y patrimonial y van surgiendo iniciativas para recuperarlos Este proceso de recuperación puede ir más allá del simple mantenimiento de la estructura constructiva tradicional, dotando de nuevo significado artístico y cultural a los cortines. Ello se logra, por ejemplo, levantado esculturas dentro de ellos.

## Otras construcciones relacionadas
Parece que antes que los cortinos se construyeron los talameiros. Las colmenas se empiezan haciendo dentro de los núcleos de población, frecuentemente en las paredes de las casas. En ciertas zonas de Asturias se comienzan además a situar en el monte, ya que se obtiene más miel y de mejor cantidad. Y en este caso hay que protegerlas del oso y otros animales. Se empieza por los talameiros, torres cuadradas de unos dos metros por cada lado y unos tres de alto. En la parte superior se colocaban unos tablones que sobresalían y en ellos se colocaban las colmenas. Pero en un talameiro caben sólo entre diez y quince colmenas, muchas menos que las que puede llegar a albergar un cortín.
Tanto en el caso de los talameiros como en el de los cortinos podía haber ingenios complementarios en los alrededores. Estos ingenios podían estar destinados a ahuyentar al oso: era el caso de los "mazones" o "mazapilas" -producen ruido intermitente- o de las cuerdas a las que se ataban objetos metálicos que hicieran ruido si pasaba el animal. También había mecanismos que intentaban capturar mediante diferentes trampas en las que podía caer el oso cuando se acercaba a las colmenas.